# Daxberg (Behamberg)
Der Daxberg (auch Dachsberg) ist eine Anhöhe im Süden in der Gemeinde Behamberg in Niederösterreich.
Der Daxberg befindet sich südlich von Behamberg über dem gleichnamigen Ortsteil und ist mit einer Seehöhe von 595 Metern der höchste Punkt der Gemeinde. Über den Berg führt der Panoramaweg 335, der vom Ortszentrum Behamberg über die Hubertuskapelle hinauf auf den Daxberg verläuft, von wo man einen weiten Ausblick über die Stadt Steyr und das Alpenvorland erhält. Der Weg führt entlang des Waldsaumes rund um den Daxberg, dessen Gipfelregion bewaldet ist. Der Rundwanderweg kann über den Leitner-Badhofer-Weg nach Süden erweitert werden.